# Varanus scalaris
Varanus scalaris este o specie de reptile din genul Varanus, familia Varanidae, descrisă de Mertens 1941. A fost clasificată de IUCN ca specie cu risc scăzut. Conform Catalogue of Life specia Varanus scalaris nu are subspecii cunoscute.